# Старково (Киржачский район)
Старково — деревня в Киржачском районе Владимирской области России, входит в состав Горкинского сельского поселения.

## География
Деревня расположена в 15 км на восток от центра поселения посёлка Горка и в 10 км на север от райцентра города Киржач.

## История
Деревня впервые упоминается в сотной выписи 1562 года, в ней значилось 6 дворов крестьянских и 1 пустой.
В XIX — начале XX века деревня входила в состав Жердевской волости Покровского уезда, с 1926 года — в составе Киржачской волости Александровского уезда. В 1859 году в деревне числилось 13 дворов, в 1905 году — 24 двора, в 1926 году — 30 дворов.
С 1929 года деревня являлась центром Старковского сельсовета Киржачского района, с 1940 года — в составе Савинского сельсовета, с 1954 года — в составе Слободского сельсовета с 1971 года — в составе Илькинского сельсовета, с 2005 года — в составе Горкинского сельского поселения.

## Население
| 1859 | 1905 | 1926 | 2002 | 2010 | 2021 |
| ---- | ---- | ---- | ---- | ---- | ---- |
| 89   | ↘84  | ↗158 | ↘0   | ↗3   | ↗5   |